# Lac Nakaumi
Le lac Nakaumi (中海) est un lac d'eau saumâtre situé entre les préfectures de Tottori et Shimane au Japon.

## Géographie
Il est délimité par la péninsule de Shimane au nord et la péninsule de Yumigahama à l'est. C'est le cinquième lac japonais du point de vue de la superficie.
Le lac Nakaumi relie le lac Shinji (宍道湖, Shinji-ko) à la mer du Japon, et se trouve entouré des villes de Matsue, Yasugi, Yonago et Sakaiminato.
Il y a deux grandes îles sur le lac, l'île Daikon (大根島, Daikon-shima, littéralement « l'île du Radis ») et l'île Eshima (江島, Eshima, « île de la Rivière »). Il existe des routes et des ponts qui relient les rives est et ouest du lac en traversant les deux îles.
Le lac Nakaumi est empli d'eau saumâtre car il est en relation avec la mer du Japon par un court bras de mer, le Sakai, et qu'il est si bas que les marées reversent entièrement le courant des rivières dans le lac Shinji.
Nakaumi (中海) signifie littéralement « mer du Milieu ». Bien qu'il s'agisse d'un lac. Nakaumi a probablement été dénommé « mer » à cause de son eau salée et de sa proximité avec la véritable mer. En japonais, le lac est habituellement appelé « Nakaumi », et non Nakaumi-ko (lac Nakaumi).
Le lac a été déclaré site Ramsar le 8 novembre 2005.